# Klingenhof (Haidgau)
Klingenhof ist eine Einöde auf der Gemarkung Haidgau von Bad Wurzach im Landkreis Ravensburg.

## Lage
Klingenhof liegt am Südostrand des Haisterkircher Rückens im Naturraum der Riß-Aitrach-Platten (Naturraum-Nr. 41), welcher zur Großlandschaft Donau-Iller-Lech-Platte (Großlandschaft-Nr. 4) gehören.
Fischers liegt geografisch etwa:
- 220 m südöstlich von Fischers
- 300 m südlich von Baurenhof
- 450 m östlich von Neuhäusler
- 480 m nordöstlich von Zwings
- 1,3 km südwestlich von Haidgau[4]

Hydrologisch liegt der Klingenhof im Gewässereinzugsgebiet der Aitrach, welche über Iller und Donau in das Schwarze Meer entwässert. Rund 500 m nordwestlich der Siedlung beginnt das Einzugsgebiet der Osterhofer Ach, welche über Umlach und Riß ebenfalls in die Donau mündet.

## Verkehrsanbindung
Klingenhof ist über einen Gemeindeverbindungsweg an das Straßennetz angebunden, welcher nach Nordosten über Fischers und Girayen nach Ehrensberg und nach Südwesten  nach etwa 130 Metern direkt auf die Landesstraße L 314 führt. Die L 314 verläuft von dort aus nach Nordosten über Kimpfler, Haasen und den Brodbacher Hof nach Bad Wurzach. In südwestlicher Richtung führt die L 314 über Zwings, Mennisweiler, Roßberg und Furt nach Bergatreute.

### Bahnverkehr
Die nächstgelegenen Bahnanschlüsse sind in Bad Wurzach und Bad Waldsee
- Banhalt Bad Waldsee: Mit dem Pkw beträgt rund 7,8 km und mit dem Fahrrad sind es über Ehrensberg und das Naherholungsgebiet Tannenbühl ca. 7,6 km, wobei der Weg teilweise geschottert ist.[6]
- Bahnhof Bad Wurzach: Mit dem Pkw über die L 314 rund 6,6 km entfernt und mit dem Fahrrad über Baschers, Ziegelbach, Haid, Bechtingers und Krattenweiler grob. 8,6 km.[7]

### Radverkehr
In Klingenhof selbst gibt es keine Radwege oder eine Anbindung an das Radnetz Baden-Württemberg, der nächste Radweg beginnt 2,8 km östlich in Haasen und führt entlang der L 314 nach Bad Wurzach. Die nächsten Anschlüsse an das Radnetz sind in Haisterkirch (rund 3,5 km über Ehrensberg) und Bad Wurzach (grob 8 km über Seitenstraßen).